# Cihuacoatl
Cihuacoatl,  ("žena zmija"; također i  Chihucoatl, Ciucoatl) bila je u astečkoj mitologiji jedna od mnogobrojnih božica majčinstva i plodnosti.